# Вальтер Андрошич
Вальтер Андрошич (хорв. Valter Androšić; нар. 11 листопада 1968, Пула, СФРЮ) — хорватський футболіст, захисник.

## Життєпис
Вихованець клубу «Ульяник» з рідного міста Пула, який пізніше називався «Істра». В «Улянику» й розпочав професіональну кар'єру. У 1996 році перейшов у «Загреб». Але в 1999 році повернувся в «Ульяник».
У січні 2003 року прибув на перегляд у полтавський клуб «Ворскла-Нафтогаз». Разом з командою пройшов збори в Криму і Туреччині. У Вищій лізі дебютував 23 березня 2003 року в матчі проти київської «Оболоні» (1:0). Другу половину сезону 2003/04 років Андрошич був травмований. У січні 2005 року тренерський штаб «Ворскли» відмовився від послуг хорватського футболіста.
Влітку 2005 року перейшов в австрійський «Адміра Ваккер». Провів один сезон і повернувся назад в «Істру». Після цього виступав за клуби нижчих ліг Хорватії «Ядран» і «Умаг», «Ровінь», «Пазинка» і «Младост» з Ровіньско Село. З 2012 по 2014 рік захищав кольори сербського клубу «Младост» (Лучані)
З 2015 року є дитячим тренером в «Ровіні», де займається з командою U-11.